# 広田光毅
広田 光毅（ひろた みつたか、1967年8月18日 - ）は、日本の脚本家。血液型はA型。ドリームプラス所属。大阪府出身。

## 来歴
玉川大学を卒業後、シナリオ・センター大阪校に入学して脚本の技術を学ぶ。その後リース会社に就職し、1997年まで勤めて退職。2000年に脚本家デビューし、それ以降はテレビアニメを中心に様々な作品で脚本を手掛ける。

## 参加作品

### テレビアニメ
2000年
- 週刊ストーリーランド（脚本）

2004年
- ぱずりーず（脚本）

2005年
- クレイアニメ 太鼓の達人（脚本）
- ビューティフル ジョー（脚本）
- 闘牌伝説アカギ 〜闇に舞い降りた天才〜（2005年 - 2006年、脚本）

2006年
- 陰からマモル!（脚本）
- ワンワンセレプー それゆけ!徹之進（脚本）
- こてんこてんこ（脚本）
- おとぎ銃士 赤ずきん（2006年 - 2007年、シリーズ構成・脚本）
- 無敵看板娘（脚本）
- まもって!ロリポップ（脚本）
- 働きマン（脚本）

2007年
- かみちゃまかりん（脚本）
- ロビーとケロビー（2007年 - 2008年、脚本）
- 逆境無頼カイジ（2007年 - 2008年、脚本）
- ドラゴノーツ -ザ・レゾナンス-（2007年 - 2008年、脚本）

2008年
- イタズラなKiss（脚本）
- ケメコデラックス!（脚本）
- ONE OUTS -ワンナウツ-（2008年 - 2009年、脚本）
- スティッチ!（2008年 - 2009年、脚本）

2009年
- フレッシュプリキュア!（2009年 - 2010年、脚本）
- スティッチ! 〜いたずらエイリアンの大冒険〜（2009年 - 2010年、脚本）

2010年
- 薄桜鬼（脚本）
- ひめチェン!おとぎちっくアイドル リルぷりっ（2010年 - 2011年、脚本）
- RAINBOW-二舎六房の七人-（脚本）
- 薄桜鬼 碧血録（脚本）

2011年
- X-MEN（シリーズ構成・脚本）
- 逆境無頼カイジ 破戒録篇（脚本）
- HUNTER×HUNTER（2011年 - 2013年、脚本）
- Persona4 the ANIMATION（2011年 - 2012年、脚本）

2012年
- 新テニスの王子様（シリーズ構成・脚本）
- BRAVE10（脚本）
- 薄桜鬼 黎明録（脚本）
- 遊☆戯☆王ZEXAL II（2012年 - 2014年、脚本）

2013年
- 八犬伝—東方八犬異聞—（脚本）
- 鉄人28号ガオ!（2013年 - 2016年、シリーズ構成・脚本）
- 八犬伝—東方八犬異聞—（第2期、脚本）
- ポケットモンスター THE ORIGIN（脚本）
- 弱虫ペダル（2013年 - 2014年、脚本）

2014年
- カリーノ・コニ（シリーズ構成・脚本）
- ドラゴンコレクション（2014年 - 2015年、脚本）
- 遊☆戯☆王ARC-V（2014年 - 2016年、脚本）
- 幕末Rock（シリーズ構成・脚本）
- 弱虫ペダル GRANDE ROAD（2014年 - 2015年、脚本）
- ディスク・ウォーズ:アベンジャーズ（2014年 - 2015年、脚本）

2015年
- 城下町のダンデライオン（脚本）
- サザエさん（2015年 - 、脚本）

2016年
- ファンタシースターオンライン2 ジ アニメーション（シリーズ構成・脚本）
- ぼのぼの（2016年 - 、シリーズ構成・脚本）
- 甘々と稲妻（シリーズ構成・脚本）
- タイムトラベル少女〜マリ・ワカと8人の科学者たち〜（脚本）
- ナンバカ（シリーズ構成・脚本）

2017年
- 弱虫ペダル NEW GENERATION（脚本）
- ナナマル サンバツ（脚本）
- マーベル フューチャー・アベンジャーズ（脚本）
- アニメガタリズ（シリーズ構成・脚本）
- 遊☆戯☆王VRAINS（2017年 - 2019年、脚本）

2018年
- 弱虫ペダル GLORY LINE（脚本）
- HUGっと!プリキュア（脚本）
- 中間管理録トネガワ / 1日外出録ハンチョウ（シリーズ構成・脚本）
- ゾイドワイルド（2018年 - 2019年、シリーズ構成・脚本）
- マーベル フューチャー・アベンジャーズ シーズン2（脚本）
- CONCEPTION（脚本）

2019年
- スター☆トゥインクルプリキュア（脚本）
- エッグカー（2019年 - 2020年、シリーズ構成・脚本）
- ACTORS -Songs Connection-（脚本）

2020年
- 魔術士オーフェンはぐれ旅（脚本）
- ヒーリングっど♥プリキュア（脚本）
- 彼女、お借りします（シリーズ構成・脚本）

2021年
- 魔術士オーフェンはぐれ旅 キムラック編（脚本）
- 蜘蛛ですが、なにか?（脚本）
- EDENS ZERO（シリーズ構成・脚本）
- 精霊幻想記（脚本）
- 闘神機ジーズフレーム（脚本）
- ワッチャプリマジ!（2021年 - 2022年、脚本）

2022年
- 彼女、お借りします（第2期、シリーズ構成・脚本）
- シュート!Goal to the Future（シリーズ構成・脚本）
- 新テニスの王子様 U-17 WORLD CUP（シリーズ構成・脚本）
- 虫かぶり姫（シリーズ構成・脚本）

2023年
- 英雄王、武を極めるため転生す 〜そして、世界最強の見習い騎士♀〜（シリーズ構成・脚本）
- EDENS ZERO（第2期、シリーズ構成・脚本）
- 彼女が公爵邸に行った理由（シリーズ構成・脚本）
- おかしな転生（シリーズ構成・脚本）
- 彼女、お借りします（第3期、シリーズ構成・脚本）
- Helck（脚本）

2024年
- オーイ! とんぼ（シリーズ構成・脚本）
- 僕の妻は感情がない（シリーズ構成・脚本）
- 義妹生活（シリーズ構成・脚本）
- 多数欠（脚本）
- 新テニスの王子様 U-17 WORLD CUP SEMIFINAL（シリーズ構成・脚本）
- オーイ! とんぼ（第2期、2024年 - 2025年、シリーズ構成・脚本）
- トリリオンゲーム（2024年 - 2025年、脚本）
- 精霊幻想記2（脚本）

2025年
- いずれ最強の錬金術師?（シリーズ構成・脚本）
- 彼女、お借りします（第4期、シリーズ構成・脚本）
- 白豚貴族ですが前世の記憶が生えたのでひよこな弟育てます（シリーズ構成・脚本）
- 私を喰べたい、ひとでなし（シリーズ構成・脚本）
- 転生悪女の黒歴史（シリーズ構成・脚本）

2026年
- デッドアカウント（シリーズ構成・脚本）

### 劇場アニメ
2011年
- 劇場版 テニスの王子様 英国式庭球城決戦!（脚本）

2012年
- BUTA（脚本）

2013年
- BAYONETTA Bloody Fate（脚本）

2015年
- デジモンアドベンチャー tri. 第1章「再会」（脚本）

2016年
- デジモンアドベンチャー tri. 第2章「決意」（脚本）
- 弱虫ペダル SPARE BIKE（脚本）
- デジモンアドベンチャー tri. 第3章「告白」（脚本）

2017年
- デジモンアドベンチャー tri. 第5章「共生」（脚本）

2019年
- 映画コラショの海底わくわく大冒険!（脚本）

### OVA
2006年
- テニスの王子様 Original Video Animation 全国大会篇（2006年 - 2007年、脚本）

2007年
- テニスの王子様 Original Video Animation 全国大会篇 Semifinal（脚本）

2008年
- テニスの王子様 Original Video Animation 全国大会篇 Final（脚本）

2009年
- テニスの王子様 OVA ANOTHER STORY 〜過去と未来のメッセージ（脚本）

2011年
- テニスの王子様 OVA ANOTHER STORY II 〜アノトキノボクラ（脚本）
- 薄桜鬼 雪華録（脚本）

2012年
- テレビアニメ「新テニスの王子様」Blu-ray & DVD各巻特典映像（脚本）

2014年
- アベンジャーズ コンフィデンシャル: ブラック・ウィドウ & パニッシャー（脚本）
- 新テニスの王子様 OVA vs Genius10（2014年 - 2015年、シリーズ構成・脚本）

2015年
- ヒーローカンパニー（脚本） - コミックス第8巻アニメDVD同梱特装版

2018年
- テニスの王子様 BEST GAMES!! 手塚vs跡部（シリーズ構成・脚本）

2019年
- テニスの王子様 BEST GAMES!! 乾・海堂vs宍戸・鳳/大石・菊丸vs仁王・柳生（シリーズ構成）

2020年
- テニスの王子様 BEST GAMES!! 不二vs切原（シリーズ構成・脚本）

2021年
- 新テニスの王子様 氷帝vs立海 Game of Future（シリーズ構成・脚本） - 前後篇2作品

### Webアニメ
- ナンバカ（第2期、2017年、シリーズ構成・脚本）
- 全职法师（2017年、脚本）

### ゲーム
- 新テニスの王子様 RisingBeat（2020年 - 2021年、イベントストーリー脚本）

### ドラマCD
- ドラマCD EX!（2008年、脚本）
- ドラマCD クインテット!（2008年、脚本）
- アニマルセラトピア うたとドラマCDシリーズ（2020年 - 2021年、シナリオ）

### 実写作品
2004年
- ウルトラQ dark fantasy（脚本）

2005年
- 学問の秋スペシャル 日本の歴史（ドラマ「大化の改新」・ミュージカル「平安貴族の優雅な一日」脚本）

2007年
- 美味學院（脚本）
- サンシャイン デイズ（脚本）

2008年
- サンシャイン デイズ 劇場版（脚本）

2009年
- トミカヒーロー レスキューフォース（脚本）
- トミカヒーロー レスキューファイアー（2009年 - 2010年、脚本）

2010年
- あり得ない!（脚本）
- ヘヴンズ・ロック〜Heaven's Rock〜（脚本）

2012年
- 舞台「タンブリングVol.3」（脚本）

2013年
- 舞台「タンブリングVol.4」（脚本）

2014年
- 舞台「タンブリング FINAL」（脚本）

2015年
- 朗読劇 しっぽのなかまたち 4（脚本）

2017年
- スター☆コンチェルト〜オレとキミのアイドル道〜（脚本）
- オリジナルミュージカル「THE CIRCUS! -エピソード1 The Core-」（脚本）
- 朗読劇 らせんかいろ（脚本監修）

2018年
- オリジナルミュージカル「THE CIRCUS! -エピソード2 Separation-」（脚本）

2019年
- オリジナルミュージカル「THE CIRCUS! -エピソードFINAL-」（脚本）

### その他
- プラネタリウム「ぼのぼの 宇宙から来たともだち」（2017年、脚本[11]）